# Il segreto di Budda: Agente 310 - Spionaggio sexy
Il segreto di Budda: Agente 310 - Spionaggio sexy (Heißer Hafen Hongkong) è un film del 1962 diretto da Jürgen Roland.

## Trama
Una banda di criminali ruba un microfilm a un'industria chimica di Tokyo allo scopo di portarla a Hong Kong per mezzo di un emissario che viene però ucciso insieme ad un'altra persona. 
Il giornalista Peter Holberg scopre per caso il microfilm e ne parla con Joan Kent, una donna che sta indagando sulla morte del fratello.